# El abrazo partido
El abrazo partido es una comedia dramática argentina del año 2004 coproducida por Argentina, España, Francia e Italia, dirigida por Daniel Burman y protagonizada por Daniel Hendler, Adriana Aizemberg y Jorge D'Elía entre otros. La película se centra en Ariel Makaroff, nieto de refugiados polacos de la era del Holocausto, que se encuentra en una compleja búsqueda de su identidad personal y cultural. Fue la candidata oficial para representar a Argentina en los Óscar de 2004 como mejor película de lengua extranjera, aunque finalmente no fue nominada.

## Argumento
Ariel (Daniel Hendler) es un joven argentino, de orígenes judío-polacos. Su madre regenta “Creaciones Elías”, una pequeña tienda de ropa interior en una galería comercial. Su padre los abandonó cuando Ariel era pequeño, marchándose a Israel. Ariel desea emigrar a Europa, para lo que necesita un pasaporte polaco. Su abuela recuerda con horror la Polonia de la que tuvo que huir para escapar del genocidio contra los judíos durante la Segunda Guerra Mundial.
La película gira en torno a la falta de oportunidades en Argentina y la percepción de Europa como un lugar donde progresar, las peculiaridades de la comunidad judía, y el particular microcosmos de la galería comercial ubicada en el distrito de Buenos Aires conocido como "El Once" (aparece "Lavalle 2331" en la vidriera al frente del negocio).

## Reparto
- Daniel Hendler (Ariel)
- Sergio Boris (Joseph)
- Adriana Aizemberg (Sonia)
- Jorge D'Elía (Elías)
- Rosita Londner (Abuela de Ariel)
- Diego Korol (Mitelman)
- Silvina Bosco (Rita)
- Melina Petriella (Estela)
- Isaac Fain (Osvaldo)
- Atilio Pozzobón (Saligani)
- Luciana Dulitzky (Hija de los Saligani)
- Juan Minujín

## Taquilla
La película fue vista en el circuito comercial nacional por un total de 165 482 espectadores.